# Броссар, Себастьян де
Себастьян де Броссар (фр.  Sébastien de Brossard, 12 сентября 1655, Домпьер, департамент Орн — 10 апреля 1730, Мо) — французский композитор, историк и теоретик музыки, капельмейстер, эрудит и библиофил. Считается одним из основателей Национальной библиотеки Франции.

## Биография
Родился в Нижней Нормандии, в аристократической семье. Изучал философию и богословие в Кане, принял священнический сан. Музыку освоил самоучкой. В 1678 году поселился в Париже. С 1681 года — викарий кафедрального собора в Страсбурге. В 1687 году основал в Страсбурге Академию музыки, аранжировал для исполнения в ней оперу Люлли «Алкеста». Собрал легендарную музыкальную библиотеку, содержавшую редкие рукописи, в частности — уникальные записи сочинений итальянских и немецких композиторов XVII века. В 1698—1715 годах — капельмейстер кафедрального собора в Мо, затем передал пост одному из своих учеников.

## Музыкальные сочинения
Автор мотетов, кантат, месс, сонат для скрипки и клавесина, Плача Иеремии (1721). Его музыкальные сочинения опубликованы в 6-ти книгах парижским печатником Кристофом Балларом (1691-1698).

## Музыковедческие труды
Составил первый во Франции Музыкальный словарь (1701, переизд. 1703, 1965), написал труд о музыкальной терминологии в греческом, латинском, итальянском языках, а также по истории музыки (последний не сохранился). В 1724 год преподнёс в дар Людовику XV свою библиотеку (за что получил от короля пенсион) и составил её ценнейший Каталог, хранящийся теперь в Национальной библиотеке (издан в 1994 году).

## Наследие
Музыковедческие труды Броссара переиздаются, его музыку активно исполняют французские аутентисты (Барочный ансамбль Лиможа, Галантный Меркурий, Жерар Лен, Вероника Жан, Дельфина Колло и др.).
Один из залов Национальной библиотеки носит его имя.

## Дискография
- Sébastien de Brossard: Grandes Motets — Ensemble Baroque de Limoges, Christophe Coin, et Sebastien de Brossard (2006)
- La Chapelle du Roy — Sebastien de Brossard, Christophe Coin, Olivier Schneebeli, et Jean-Joseph Cassanea de Mondonville — Astree (1999)
- Brossard: Cantiques Sacrez — Martin Gester, Le Parlement de Musique-Strasbourg, et al. — Opus 111 (1999)
- Brossard: Grand Motets — Catherine Padaut, Delphine Collot, Ensemble Baroque de Limoges, et Sebastien de Brossard — Astree (1997)
- Brossard: Cantiques Sacrez — Claude Wassmer, Bernard Deletre, Sylvia Abramowicz, et Sebastien de Brossard — Opus 111 (1993)
- Musiques à Versailles — Claude Wassmer, Sebastien de Brossard, Marc-Antoine Charpentier, et Louis-Nicolas Clerambault — Astree (2001)
- Leçons des morts — Veronique Gens, Il Seminario Musicale, Gerard Lesne, et Sebastien de Brossard — Virgin (2001)
- Petits Motets — Isabelle Desrochers, Frederic Desenclos, Sebastien de Brossard, et Nicolas de Grigny — Astree (1998)
- Music for the King’s Chapel (Box Set) — Christophe Coin, Olivier Schneebeli, Sebastien de Brossard, et Jean-Joseph Cassanea de Mondonville — Auvidis (1999)
- Les Menus Plaisirs De Versailles — Claude Wassmer, Sebastien de Brossard, Marc-Antoine Charpentier, et Louis-Nicolas Clerambault — Astree (1997)
- Sébastien de Brossard: Petits Motets — Alain Buet, Herve Lamy, Robert Weddle, et Sebastien de Brossard — Assai (1999)
- Sébastien de Brossard: Petits Motets — Sebastien de Brossard, Herve Lamy, et al. — Assai (2000)
- Sébastien de Brossard: oeuvres Chorales — Kumi Arata, Le Mercure Galant, Le Mercure Galant, et al. — Astree (1997)
- Sebastien De Brossard — NON DEFINI et NON DEFINI — Opus111 (1999)
- Stabat Mater — Kumi Arata, Le Mercure Galant, Sebastien de Brossard, et al. — Astree (1997)
- Célébration à Versailles — Claude Wassmer, Marc-Antoine Charpentier, Louis-Nicolas Clerambault, et al. — Astree (1997)
- Brossard/Grigny: Petits Motets/Hymnes — Isabelle Desrochers, Frederic Desenclos, Sebastien de Brossard, et Nicolas de Grigny — Astree (1998)
- Brossard: Cantiques Sacrez — Claude Wassmer, Bernard Deletre, Sylvia Abramowicz, et Sebastien de Brossard — Opus 111 (1992)
- Messe pour la Nuit de Noël — Le Parlement de Musique, Martin Gester, et Sébastien de Brossard — Radio France (1996)
- Grands Motets — Catherine Padaut, Delphine Collot, Ensemble Baroque de Limoges, et Sebastien de Brossard — Astree (1997)
- Musiques à Versailles — Claude Wassmer, Sebastien de Brossard, Marc-Antoine Charpentier, et Louis-Nicolas Clerambault — Naive (2001)
- Music for the King’s Chapel (Box Set) — Christophe Coin, Olivier Schneebeli, Sebastien de Brossard, et Jean-Joseph Cassanea de Mondonville — Auvidis (1999)